# 四字成語
四字詞語（或簡稱四字詞）是漢字文化圈特有的一種熟語。在成語中，四字詞是最常見的，因此亦可以稱為四字成語或四字熟語。除了中文之外，日語、韓語及越南語同樣存在四字成語，一般都是從漢語借用，卻有可能按照文法等因素，意思和讀音會有不同程度的偏差。當然，四字詞不一定是成語，在漢語中經常使用四字詞的其中一個原因是四字詞是很穩定和順口的一種熟語。因此在漢語圈有大量四字詞誕生及流通。除了中文外，日語亦然。

## 使用

### 中文
中文絕大部份廣泛流通的成語均為四字。而亦有大量非成語的四字詞。

### 日文
使用大量漢字的日本，亦借用了不少中文的四字詞，例如「醉眼朦朧」、「近朱者赤」、「近墨者黒」等。另外，根據日本文獻所指，日文與中文一樣，喜用四音節造成的詞語，例如「デジカメ」（deji kame，即數碼相機的組語）、「携帯電話」等，並不局限於使用漢字。
但在不少詞語傳入日本後，意思、音韻構造和文法卻有一定程度的改變，例如「七転（轉）八倒」在日本的意思是代表承受極大痛苦，而在中文則是指非常混亂。而「朝三暮四」這個著名的四字成語，雖然出自同一故事，但在日本是沿用本義，引用主人利用花言巧語欺騙了猴子這一段而伸義「花言巧語蒙蔽他人」。在現代中文卻是引用猴子的想法，意思接近為「善變」或「三心兩意」等。
此外，不少詞語雖然同樣使用四個漢字，但在日文轉讀時卻有多於4個音拍，詳見下表
| 例                                | 日本語（音讀）   | 日本語（音讀） | 現代標準漢語（普通話） | 現代標準漢語（普通話） | 廣東話 | 廣東話 | 中古漢語 | 中古漢語 |
| 例                                | 讀音             | 音拍数         | 讀音                   | 音節数                 | 讀音   | 音節数 | 讀音     | 音節数   |
| --------------------------------- | ---------------- | -------------- | ---------------------- | ---------------------- | ------ | ------ | -------- | -------- |
| 是是非非（是是非非）                      | ぜぜひひ         | 4拍            |                        | 4音節                  |        | 4音節  |          | 4音節    |
| 家徒四壁（家徒四壁）                      | かとしへき       | 5拍            |                        | 4音節                  |        | 4音節  |          | 4音節    |
| 兔起鶻落（兎起鶻落）                      | ときこつらく     | 6拍            |                        | 4音節                  |        | 4音節  |          | 4音節    |
| 一衣帶水（一衣帯水）                      | いちいたいすい   | 7拍            |                        | 4音節                  |        | 4音節  |          | 4音節    |
| 磊磊落落（ ）                     | らいらいらくらく | 8拍            |                        | 4音節                  |        | 4音節  |          | 4音節    |
| ※中古音以-X标示上声、-H标示去声。 |                  |                |                        |                        |        |        |          |          |

## 韓語
韓語中稱為四字熟語（사자숙어），例如「抱腹絶倒(포복절도)」、「八方美人(팔방미인)」等等。

## 越南
越南稱為「thành ngữ Hán Việt」(成語漢越)
漢語直接借用
- - 同病相憐
- - 有名無實
- - 漁翁得利
- - 夫唱婦随
- - 全心全意

漢語借用後用字有變
- - 入鄉随俗 → 入家随俗
- - 一舉兩得 → 一舉兩便

漢語意譯
- - 井底之蛙 →